# 多雄拉山口
多雄拉山口（藏語：རྡོ་གཞོང་ལ，威利转写：rdo-gzhong-la），史籍中又称披多雄，是喜马拉雅山脉东段的一个隘口，位于中国西藏自治区林芝市米林县与墨脱县交界处。
多雄拉山口海拔4200余米，是徒步者经派镇进入墨脱的首个关卡。由于青藏高原寒流与印度洋暖湿气流在此交汇，此地气候变幻莫测、云雾缭绕，每年因大雪封山七八月之多。清末刘赞廷曾在《西南野人山归流记》中记载：“墨脱地方险恶，群山环绕，森林弥漫，为一深谷。云雾迷朦，南北不分。”
2018年底，全长4789米的派墨公路多雄拉隧道完工。此后进出墨脱不再需要翻越多雄拉山口，解决了墨脱历来的外出交通难题。